# Benamocarra
Benamocarra és un municipi d'Andalusia, a la província de Màlaga. Forma part de la comarca de La Axarquía. El 2020 tenia 3.082 habitants.